# José Sacristán
Pour les articles homonymes, voir Sacristán.
José María Sacristán Turiégano, mieux connu sous le nom de José Sacristán, est un acteur espagnol de cinéma, théâtre et télévision, également réalisateur et scénariste, né le 27 septembre 1937 à Chinchón en Espagne.
À l'origine membre d'un groupe d'acteurs rattaché au Landismo (genre cinématographique espagnol du début des années 1970 associant comédie légère et érotisme soft), sa carrière cinématographique prend un tournant important à partir de la Transition démocratique en Espagne. Dans sa filmographie très abondante, il montre aussi bien des talents d'acteur comique que dramatique.

## Biographie
Né en 1937 à Chinchón, dans la banlieue de Madrid, il joue son premier rôle sur scène en 1973, dans La balada de los inocentes. À cette même époque, il commence à se produire dans des salles comme le théâtre Bellas Artes, le Centre dramatique et le théâtre Albéniz.
Après ses débuts cinématographiques en 1965 avec La familia... y uno más de Fernando Palacios, il apparaît dans plus de quatre-vingt-dix films sous la direction de réalisateurs tels que José Luis Garci, Pedro Olea, Mario Camus, José Luis García Berlanga, Adolfo Aristarain ou Pilar Miró. En 1983, il dirige son premier long métrage, Soldados de plomo (Soldats de plomb), suivi par Cara de acelga (1987) et Yo me bajo en la próxima, ¿y usted? (1992).
Au théâtre, il triomphe dans des comédies musicales comme L'Homme de la Manche (1997), Amadeus (2000) ou My Fair Lady (2001), ayant toujours réussi à concilier activité théâtrale et cinématographique ou encore avec la télévision.
À l'âge de 84 ans, José Sacristán a reçu le Prix El ojo crítico pour sa carrière de plus de six décennies au cinéma, au théâtre et à la télévision.

## Filmographie

### comme acteur

#### Au cinéma
- 1965 : La Familia y... uno más : Failed student
- 1966 : La ciudad no es para mí : Venancio
- 1966 : Palomo Linares (Nuevo en esta plaza) de Pedro Lazaga
- 1966 : El Arte de casarse
- 1967 : Un Millón en la basura
- 1967 : Sor Citroen : Vendedor de globos
- 1967 : ¿Qué hacemos con los hijos?
- 1967 : Novios 68 : Saturnino, novio de Lucía
- 1968 : Relaciones casi públicas
- 1968 : No le busques tres pies... : Tarta
- 1968 : Las Secretarias
- 1968 : Operación Mata Hari : Jean-Paul
- 1968 : No disponible
- 1968 : ¡Cómo está el servicio! : Dr. Cifuentes hijo
- 1968 : Un colt et le diable (Anche nel west c'era una volta Dio)
- 1969 : Susana
- 1969 : ¿Por qué pecamos a los cuarenta?
- 1969 : Las Amigas
- 1969 : La Canción del olvido
- 1969 : Sangre en el ruedo
- 1969 : Las Nenas del mini-mini
- 1969 : Soltera y madre en la vida : Mariano
- 1969 : El Ángel
- 1969 : Le Diable aime les bijoux (Las Joyas del diablo)
- 1969 : Johnny Ratón
- 1969 : Matrimonios separados : Agustín
- 1970 : La Tonta del bote
- 1970 : El Alma se serena
- 1970 : Cateto a babor (es)  de Tito Fernández : Recluta compañero de Miguel
- 1970 : Don Erre que erre : Valentín Serrano
- 1970 : El Hombre que se quiso matar
- 1970 : Una Señora llamada Andrés
- 1970 : Pierna creciente, falda menguante
- 1971 : Vente a Alemania, Pepe : Angelino
- 1971 : La Graduada : Gerente
- 1971 : Des Espagnoles à Paris (Españolas en París) de Roberto Bodegas : Plácido
- 1971 : El Apartamento de la tentación
- 1971 : Cómo casarse en 7 días : Pedro Faldúa 'Periquito'
- 1971 : Las Ibéricas F.C.
- 1971 : No desearás la mujer del vecino
- 1972 : París bien vale una moza
- 1972 : Soltero y padre en la vida : Alonso Crespo Martín, perfumista
- 1972 : El Padre de la criatura
- 1972 : Vente a ligar al Oeste
- 1972 : Dos chicas de revista
- 1972 : Guapo heredero busca esposa : Julián
- 1973 : Lo verde empieza en los Pirineos
- 1973 : Señora doctor : Ataúlfo
- 1973 : Pasqualino Cammarata... capitano di fregata : Gianni Cuocolo
- 1973 : El Abuelo tiene un plan : Julio
- 1973 : Las Estrellas están verdes
- 1973 : Manolo, la nuit
- 1974 : Vida conyugal sana : Enrique Vázquez
- 1974 : Sex o no sex
- 1974 : La Femme aux bottes rouges : Valet
- 1974 : Los Nuevos españoles
- 1975 : No quiero perder la honra
- 1975 : Tu amiga Marilyn
- 1975 : Pantaleón y las visitadoras : Pantaleón Pantoja
- 1975 : Mi mujer es muy decente, dentro de lo que cabe : Paulino
- 1976 : La Siesta : Roque
- 1976 : La Mujer es cosa de hombres
- 1976 : Les Longues Vacances de 36 (Las largas vacaciones del 36)
- 1976 : El Secreto inconfesable de un chico bien
- 1976 : Beatriz : Máximo Bretal
- 1977 : Reina Zanahoria
- 1977 : Niñas... al salón
- 1977 : Más fina que las gallinas : Lorenzo Pascual
- 1977 : Hasta que el matrimonio nos separe : Miguel
- 1977 : Parranda : Cibrán
- 1977 : Asignatura pendiente : José
- 1977 : Ellas los prefieren... locas
- 1977 : Acto de posesión : Adolfo
- 1978 : Oro rojo
- 1978 : Arriba Hazaña : Nuevo Director
- 1978 : Un Hombre llamado Flor de Otoño : Lluís de Serracant / Flor de Otoño
- 1978 : Solos en la madrugada
- 1978 : El diputado : Roberto Orbea
- 1979 : Les Monstresses (Letti selvaggi)
- 1979 : Mis relaciones con Ana
- 1979 : Le Grand Embouteillage (L'Ingorgo - Una storia impossibile) : The Priest
- 1980 : Miedo a salir de noche
- 1980 : Ogro : Iker
- 1980 : El Divorcio que viene : Pepe
- 1980 : Navajeros : Periodista
- 1981 : Retratos en el retrete
- 1981 : La Cripta
- 1982 : ¡Que vienen los socialistas!
- 1982 : La Triple mort du troisième personnage (La Triple muerte del tercer personaje) : Le Latino-Américain
- 1982 : La Ruche (La Colmena) : Martín Marco
- 1982 : Estoy en crisis : Bernabé
- 1983 : Coto de caza
- 1983 : Soldados de plomo
- 1983 : Asalto al Banco Central : Andrés Molinero
- 1984 : Epílogo : Ditirambo
- 1984 : Bajo en nicotina : Don Guzmán
- 1984 : La Noche más hermosa : Federido
- 1984 : Dos mejor que uno
- 1985 : La Vaquilla : Teniente Broseta
- 1985 : A la pálida luz de la luna : Julio
- 1986 : El viaje a ninguna parte : Carlos Galván
- 1987 : Cara de acelga : Antonio
- 1987 : Luna de lobos
- 1987 : El Extranger-oh! de la calle Cruz del Sur
- 1989 : El Vuelo de la paloma : Pepe
- 1992 : Yo me bajo en la próxima, ¿y usted?
- 1992 : Un lieu dans le monde : Hans
- 1993 : Convivencia : Adolfo
- 1993 : El Pájaro de la felicidad : Eduardo
- 1993 : Madregilda : Longinos
- 1993 : Todos a la cárcel : Quintanilla
- 1994 : Siete mil días juntos : Matías
- 2002 : Fumata blanca : Inspector Luis Romero
- 2004 : Roma : Joaquín Góñez
- 2004 : Cosas que hacen que la vida valga la pena : Juan
- 2013 : El muerto y ser feliz de Javier Rebollo : Santos
- 2014 : La niña de fuego de Carlos Vermut : Damián
- 2015 : Toro de Kike Maíllo :
- 2014 - 2015 : Velvet : Don Emilio López
- 2017 : El bar d'Álex de la Iglesia : Villanueva
- 2022 : 13 exorcismes de Jacobo Martínez : Padre Olmedo

#### A la télévision
- 1995 : Quién da la vez (série TV) : Viviano
- 2014 : Velvet, (série Antena 3/Netflix, 2014-2016)
- 2017 : Morocco: Love in Times of War (Antena 3, 2017)
- 2019 :  Alta Mar (série Netflix, 2019-2020) : Oncle Pedro

### comme réalisateur
- 1983 : Soldados de plomo
- 1987 : Cara de acelga, nommé pour deux prix Goya, Goya 1988 de la meilleure direction de production pour Marisol Carnicero (es)
- 1992 : Yo me bajo en la próxima, ¿y usted?

## Récompenses
- 1978 : Prix d'interprétation masculine au Festival de Saint-Sébastien pour Un hombre llamado Flor de Otoño
- 2000 : Médaille d'or du mérite des beaux-arts par le Ministère de l'Éducation, de la Culture et des Sports[4]
- 2012 : Coquille d'argent du meilleur acteur au Festival de Saint-Sébastien pour El muerto y ser feliz
- 2013 : Goya du meilleur acteur pour El muerto y ser feliz
- 2021 : Premio Nacional de Cinematografía[5]